# Luís Leal
Luís Leal dos Anjos, dit Luís Leal, né le 29 mai 1987 à  Arrentela (en) au Portugal, est un footballeur international santoméen. Il évolue au poste d'attaquant.

## Biographie

### Carrière en club
Au cours de sa carrière en club, il joue notamment 67 matchs en 1re division portugaise, pour 19 buts inscrits, 23 matchs en 2e division portugaise, pour 8 buts inscrits, et 61 matchs en 3e division portugaise, pour 25 buts inscrits.
Il joue neuf matchs en Ligue Europa avec le club d'Estoril-Praia lors de la saison 2013-2014. Durant la compétition, il inscrit un doublé contre l'équipe autrichienne du FC Pasching.

### Carrière en équipe nationale
Luís Leal joue son premier match en équipe nationale le 16 juin 2012 lors d'un match des éliminatoires de la CAN 2013 contre la Sierra Leone (défaite 4-2). 
Lors de sa deuxième sélection le 13 juin 2015, il marque son premier but en sélection lors d'un match des éliminatoires de la CAN 2017 contre le Cap-Vert (défaite 7-1). 
Au total, il compte huit sélections et trois buts en équipe de Sao Tomé-et-Principe depuis 2012.

## Statistiques

### Buts en sélection
Le tableau suivant liste les résultats de tous les buts inscrits par Luís Leal avec l'équipe de Sao Tomé-et-Principe.

## Palmarès
- Championnat de Chypre : 2016